# La via delle stelle (film 1928)
La via delle stelle (The Air Circus) è un film del 1928 diretto da Howard Hawks e Lewis Seiler.

## Trama
Buddy Blake e Speed Doolittle, spinti dall'entusiasmo e dalla presunzione giovanile, decidono di fare i piloti. Alla scuola di volo incontrano Sue Manning, una bella aviatrice. Ben presto, i due ragazzi devono fare i conti con la realtà e con le difficoltà: imparando a volare, Buddy e Speed acquisiscono nuova umiltà. Buddy, al suo primo volo da solo, perde la testa e la paura lo porta quasi a uccidere sé stesso e il suo istruttore. L'esperienza lo lascia distrutto, convincendolo che non potrà mai più pilotare un aereo. A confortarlo, giunge da casa sua madre. Quando Speed e Sue decollano a bordo di un velivolo dal carrello difettoso, sarà proprio Buddy a risolvere la situazione, tenendo in volo l'aereo finché Speed e Sue non saranno riusciti a riparare il guasto.

## Produzione
Il film fu prodotto dalla Fox Film Corporation.

## Distribuzione
Il copyright del film, richiesto dalla Fox Film Corp., fu registrato il 1º settembre 1928 con il numero LP25586.
Il film, distribuito da William Fox per la Fox Film Corporation, uscì nelle sale cinematografiche USA il 30 settembre 1928 dopo essere stato presentato in prima a New York il 1º settembre.
Non si conoscono copie ancora esistenti della pellicola che viene considerata presumibilmente perduta.